# Wilfried Dalmat
Wilfried Dalmat (Joué-lès-Tours, 17 de julho de 1982) é um futebolista francês que atua como meia ou atacante. Atualmente, joga pelo Solières Sport.
Ele é irmão dos também futebolistas Stéphane e Cyril. Durante a temporada de 2005–2006, Wilfried e Stéphane defenderam o Racing Santander.
Wilfried ainda passou por Olympique de Marseille, Châteauroux, Grenoble Foot, Lecce, Mons, Standard de Liège, Club Brugge, Orduspor, Karşıyaka, Boluspor, Panetolikos, RWS Bruxelles, Bourges 18, Vierzon, AS Montlouis e Solières Sport, onde atua desde 2020.

## Carreira internacional
Descendente de martinicanos, Wilfried Dalmat optou em defender a seleção de Saint-Martin, que não é membro da FIFA, mas é filiada à CONCACAF. Sua estreia foi em setembro de 2019, na derrota por 4 a 0 para Barbados, enquanto seu primeiro gol foi na partida seguinte, contra as Ilhas Virgens Americanas, que saíram no final com a vitória por 2 a 1.

## Títulos
Nantes
- Campeonato Francês: 2000–01
- Supercopa da França: 2001[5]

Standard de Liège
- Supercopa da Bélgica: 2008, 2009[6]
- Campeonato Belga: 2008–09